# Земља (геополитика)
Земља је територијална област правно идентификована као посебан ентитет у политичкој географији. У колоквијалном српском језику, овај термин се често користи као синоним за државу, мада ријеч земља (као територијална област) има много шире значење од ријечи држава. Под појмом земља се најчешће, али не и увијек, подразумијева суверена територија једне државе, која се повезује са том државом, народом или владом.

## Етимологија појма и релације са другим сличним појмовима
У српском језику, ријеч земља има више значења: планета Земља, земља као држава, земља као копно, земља као тло итд. У политичкој географији, термин земља се користи за посебно дефинисане територијалне области.

### Територијална област
Територијална област је географски појам који (географски) обухвата земљиште већег пространства које чини извјесну цјелину у погледу рељефа, климе, хидрографије, тла, биљног покривача, као и елемената друштвено-географске средине. Област може бити и административно-територијални појам. У таквој подјели државне територије, област представља управну или самоуправну јединицу која обухвата територију знатно већу од општине, среза и округа.
Земља је територијална област са посебним географским, климатским, националним, културним, историјским или политичким границама, које је одвајају од остатка региона. То је дио Земљине површине (површине планете Земље) са посебним карактеристикама у односу на било коју другу одређену област на планети.
Земља није исто што и сама територија. Територија је дио површине са дефинисаним границама. Територијом се првенствено назива земљишни простор у надлежности неке државе или друге административно-територијалне јединице која исту има у свом саставу. Државна територија или територија државе (као једно од обиљежја државе) је један дио свијета под јурисдикцијом неке државе.

### Држава
Земља може имати и национални суверенитет или бити под суверенитетом друге државе (колонија, територија под старатељством, окупирана територија и друго). Због ове чињенице, у многим језицима, па и код нас, ријечи земља и држава имају слично значење, па се често ријеч земља користи као синоним за државу. Наравно, разлика постоји. Појам држава се углавном користи да означи политички карактер земље.
Међутим, појам земља има шире географско, културно-историјско, друштвено-економско значење, а не само оно у политичком смислу. Самим тим, земља обухвата концепте који дефинишу карактеристике локалне националне заједнице (менталитет, обичаје, језик итд.), тако да се под појмом земља — осим суверених држава — обухватају и „спорне” државе, несуверене државе, историјске (бивше) државе, националне територије и др.

## Коришћење појма
Земља је географски и политички термин, који се односи на територијалну област. То је област правно идентификована као посебан ентитет у политичкој географији. По свом правно-политичком облику земља може бити:
1. независна суверена држава,
2. окупирана или самопроглашена спорна држава,
3. несуверена територија,
4. конститутивни ентитет и
5. географски, историјски или културолошки ентитет.[4][8][9][10]

Модерне међународно прихваћене правне дефиниције потичу још од Лиге народа из 1937. године, коју су касније потврдиле и Уједињене нације (1945).

### Земља као суверена држава
Понекад, ријеч земља се користи искључиво да означи суверену државу.
У том случају, под појмом земља се подразумијева суверена територија једне државе, која се поистовјећује са том државом, народом или владом. Међутим, иако у политичкој географији и уопштено у свјетској геополитици постоје критеријуми за утврђивање држава и зависних територија, ипак не постоји и политичка усаглашеност око броја истих. Оно око чега се слажу сви географи и политолози је да све земље чланице Уједињених нација можемо сврстати у ову групу; њих је тренутно 193 (нпр. Србија, Аустрија, Бразил, Русија итд.). Уз њих, у ову групу се најчешће убрајају и земље посматрачи Уједињених нација, а то су Ватикан и Држава Палестина.

### Земља као спорна (непризната) држава
Осим за суверене и међународно признате државе, појам земља понекад се користи и за друге територије које су окупиране од стране друге државе (нпр. Појас Газе, Острва Спретли) или је њихова територија дијелом или у потпуности под контролом неке самопроглашене непризнате (или дјелимично признате) државе (нпр. Југославија (1941—1945), Косово и Метохија, Сјеверни Кипар, Тајван итд.). У свијету тренутно има 13 спорних држава.

### Земља као несуверена територија
Појам земља се понекад користи и за несуверени политички или географски регион. На пример, CIA — The World Factbook енглеску ријеч country (која има слично значење нашој ријечи земља) користи за разна зависна подручја, подручја од посебног суверенитета, ненасељена острва, те друге субјекте, поред оних традиционалних земаља или независних држава. Не само због превода, често се и у српском језику колоквијално суверене државе заједно са несувереним територијама називају земљама (нпр. земље учеснице олимпијских игара земље потписнице одређене декларације и сл.).
У несуверене територије најчешће се убрајају:
- зависне територије (нпр. Америчка Самоа[20], Бермуди, Гибралтар, Сен Пјер и Микелон итд.),
- прекоморске територије (нпр. Аруба, Гренланд[21], Француска Гвајана, Џерзи итд.),
- територије са посебним суверенитетом (нпр. Хонгконг[22], Макао, Оландска Острва итд.).

Према ISO 3166-1 стандарду у свијету данас постоје 54 несуверене територије.

### Земља као конститутивни ентитет суверене државе
Република Српска је земља (што се потврђује и у њеној химни), али она је конститутивни ентитет Босне и Херцеговине, коју такође називамо земљом.
Енглеска, Шкотска, Велс и Сјеверна Ирска су такође земље.
Ове земље нису суверене државе, већ колективно чине суверену државу Уједињено Краљевство, која је такође земља. Исто важи и за Федерацију БиХ, али и за Фламанију и Валонију у Белгији и тако редом.
Земљом се називају и неки конститутивни аутономни региони (Сардинија, Сицилија, Карелија, Чеченија, Тибет, Аћех, Занзибар итд.). Примјер је званични сајт BBC-news-а.

### Земља као географски, историјски или културолошки ентитет
Осим свих претходно побројаних тумачења појма земља, постоје и други географски, историјски и културолошки ентитети („Земља као симбол етницитета”, Пројекат Растко), које обично колоквијално називамо земље.
Многи географски појмови (који нису у потпуности политички дефинисани), као што су Антарктик и антарктичке територије (нпр. Француске јужне и антарктичке земље), пуста прекоокеанска острва (нпр. Острва Ашмор и Картије, Вејк, Мидвеј, Острво Клипертон итд.), те спољни прекоморски посједи суверених држава (нпр. Сокотра, Курилска острва, Галапагос, Ускршње острво, Чатамска острва), војне базе и слично, неријетко називамо земљама.
Такође, географски региони који се доводе у везу са неком историјском земљом (нпр. Херцеговина, Трансилванија, Персија, Шлезија), или географски појам који се повезује за неки народ са израженим политичким, културним или менталним карактеристикама називамо земља (нпр. Лапонија, Курдистан, Земља Сијукса, Земља Секеља итд.).

## Становници земље
Сваки становник са рађањем у некој земљи, прихвата традиционалне културолошке вриједности везане за ту земљу и народ у њој. Осим културолошких вриједности, становника неке земље обавезују и прописане правне норме понашања која важе за ту земљу (закони). Без обзира на физичку географију, у модерним међународно прихваћеним правним дефиницијама (дефиниције Лиге народа из 1937. и Уједињених нација из 1945. године), становник неке земље је независан у односу на онога ко тренутно врши правну надлежност над том земљом (тј. да ли је земља независна или под нечијом заштитом). То практично значи да становници неке земље себе идентификују са том земљом, без обзира да ли је њихова земља независна, зависна или нешто треће. Становници неке земље који имају колективни осјећај припадности тој земљи, међусобно се колоквијално називају земљаци.